# Claus Peter Flor
Claus Peter Flor (Leipzig, 16 de març de 1953) és un director d'orquestra alemany.
Flor va estudiar violí i clarinet al Conservatori Robert Schumann de Zwickau. Va continuar els estudis musicals a l'Acadèmia de Música Franz Liszt de Weimar i a l'HMT Felix Mendelssohn Bartholdy a Leipzig. Més tard va ser estudiant de direcció amb Rolf Reuter i amb Kurt Masur.
Flor va ser director titular de l'Orquestra Filharmònica de Suhl de 1981 a 1984. Va exercir com a director titular de la Konzerthausorchester Berlin de 1984 a 1991. Va ser assessor artístic i director convidat principal a l'Orquestra Tonhalle de Zuric de 1991 a 1996. Va ser director convidat principal de l'Orquestra Philharmonia des de 1991 fins a 1994 i es va convertir en director convidat principal de l'Orchestra Sinfonica di Milano Giuseppe Verdi el 2003. L'abril de 2017, Het Gelders Orkest va anunciar que havien assegurat els serveis de Flor com a director convidat tot i que sense l'atorgament formal d'un títol com ara “director convidat principal”. El juny de 2017, l'Orquestra Simfònica de Milà Giuseppe Verdi va anunciar el nomenament de Flor com a pròxim director musical, vigent a partir de la temporada 2017-2018, amb un contracte inicial de 3 anys.
Fora d'Europa, Flor va exercir com a director principal convidat amb l'Orquestra Simfònica de Dallas, de 1999 a 2008. Del 2008 al 2014, Flor va ser director musical de l'Orquestra Filharmònica de Malàisia.